# شابة واعدة (فلم)
شابة واعدة (بالإنجليزية: Promising Young Woman) هو فيلم كوميديا سوداء أمريكي انتج عام 2020 كتبه وأخرجته وشاركت في إنتاجه إميرالد فينيل في أول ظهور لها في فيلم روائي طويل. من بطولة كاري موليجان، بو بورنهام عُرض الفيلم لأول مرة في مهرجان صاندانس السينمائي في 25 يناير 2020.

## ملخص قصة
امرأة شابة، أصيبت بصدمة بسبب حدث مأساوي في ماضيها ، تسعى للانتقام من أولئك الذين يعبرون طريقها.

## الممثلين
| الرقم | الممثل(ة)           | الدور/الوظيفة |
| ----- | ------------------- | ------------- |
| 1     | كاري موليجان        | كاسندرا طوماس |
| 2     | بو بورنهام          | رايان         |
| 3     | لافيرن كوكس         | جيل           |
| 4     | كلانسي براون        | ستانلي طوماس  |
| 5     | كريستوفر مينتز بلاز | نيل           |
| 6     | جينيفر كوليدج       | سوزان         |

## روابط خارجية
مقالات تستعمل روابط فنية بلا صلة مع ويكي بيانات

لا توجد روابط لمواقع التواصل الاجتماعي.